# Jakob Turesson (Rosengren)
Jakob Turesson (Rosengren), död 15 januari 1571 i Linköping, var ett svenskt ståthållare, riksråd och lagman.

## Biografi
Rosengren var oäkta son till rikshovmästaren Ture Jönsson (Tre Rosor) till Sem och Brita Tomasdotter i Jernsten. Rosengren uppfostrades av biskop Hans Brask och adlades 1534 till Rosengren. Han blev 1557 riksråd och lagman i Östergötlands lagsaga. Rosengren var han sändebud mellan kung Erik XIV och hertig Johan medan denne vistades i Finland. År 1563 blev han gubernator i Östergötland och samma år proviantmästare i Jönköping. Rosengren blev 1566 befallningsman och ståthållare på Varbergs slott. Rosengren blev 1567 slottsloven på Vadstena slott och år 1569 utnämndes han av kung Johan III till ståthållare i Linköpings län. Rosengren avled 13 januari 1571 i Linköping och begravdes med sin fru i Östra Skrukeby kyrka.
Han var mellan 1557 och 1560 riksråd och lagman i Östergötlands lagsaga.
Rosengren ägde Grensholm i Östra Skrukeby socken.

### Familj
Rosengren gifte sig första gången med Metta Ryning (död 1564) till Grensholm. Hon var dotter till riksrådet Erik Ryning och Anna Benktsdotter (Lillie) till Grensholm. De fick tillsammans barnen Margareta Jakobsdotter, Magdalena Jakobsdotter (död 1607), Ture Rosengren (död 1611) och Ingeborg Jakobsdotter.